# George Theodore Mickelson
George Theodore Mickelson (* 23. Juli 1903 in Selby, Walworth County, South Dakota; † 28. Februar 1965 in Sioux Falls, South Dakota) war ein US-amerikanischer Jurist und Politiker der Republikanischen Partei und von 1947 bis 1951 der 18. Gouverneur des Bundesstaates South Dakota; danach wurde er Bundesrichter am Bundesbezirksgericht für den Distrikt von South Dakota.

## Frühe Jahre
George Mickelson besuchte die öffentlichen Schulen in seiner Heimatstadt Selby. Danach studierte er an der University of South Dakota Jura. Nach seinem Examen und der Zulassung als Rechtsanwalt arbeitete er zunächst mit einem Partner und später selbständig in diesem Beruf. Zwischen 1933 und 1936 war Mickelson Staatsanwalt im Walworth County. Danach wurde er in das Repräsentantenhaus von South Dakota gewählt, in dem er bis 1941 verblieb. Zwischen 1943 und 1947 war er Justizminister (Attorney General) seines Bundesstaates. Im Jahr 1946 wurde er zum neuen Gouverneur von South Dakota gewählt, wobei er sich mit 67,2 Prozent der Stimmen deutlich gegen den Demokraten Richard Haeder durchsetzte.

## Gouverneur von South Dakota
George Mickelson trat sein neues Amt am 7. Januar 1947 an. Nach einer Wiederwahl im Jahr 1948 konnte er es bis zum 2. Januar 1951 ausüben. In dieser Zeit arbeitete er weiter am Abbau der Staatsverschuldung und setzte sich für den Umweltschutz ein. Gleichzeitig wurde das Straßennetz in South Dakota weiter ausgebaut und der Bau der bereits von seinem Vorgänger in die Wege geleiteten Dämme am Missouri River wurde in Angriff genommen. Darüber hinaus sorgte der Gouverneur dafür, dass die Veteranen des Zweiten Weltkrieges in den Genuss von Vergünstigungen kamen. In den Jahren 1948 und 1949 litt der Bundesstaat unter schweren Winterstürmen. Viele Straßen waren über Wochen unbefahrbar. Der Gouverneur musste die Nationalgarde zum Schneeräumen einsetzen.

## Bundesrichter
Mickelson verzichtete 1950 auf eine dritte Kandidatur und schied im Januar 1951 aus dem Amt des Gouverneurs aus. Bei den Präsidentschaftswahlen des Jahres 1952 unterstützte er Dwight D. Eisenhower. Dieser ernannte ihn nach seiner gewonnenen Wahl zum Richter am United States District Court for the District of South Dakota, wo er die Funktion des Obersten Richters (Chief Judge) einnahm. Dieses Amt behielt er bis zu seinem Tod im Jahr 1965, nach dem sein Sitz an Fred Joseph Nichol fiel. Den Vorsitz des Gerichts übernahm Axel John Beck. George Mickelson war mit Madge Turner verheiratet, mit der er vier Kinder hatte. Sein Sohn George sollte von 1987 bis 1993 ebenfalls Gouverneur von South Dakota werden.